# Gran Premio de Cataluña de Motociclismo de 2007
El Gran Premio de Cataluña de Motociclismo de 2007 fue la séptima prueba del Campeonato del Mundo de Motociclismo de 2007. Tuvo lugar en el fin de semana del 8 al 10 de junio de 2007 en el Circuito de Barcelona-Cataluña, situado en Barcelona, España. La carrera de MotoGP fue ganada por Casey Stoner, seguido de Valentino Rossi y Dani Pedrosa. Jorge Lorenzo ganó la prueba de 250cc, por delante de Alex de Angelis y Andrea Dovizioso. La carrera de 125cc fue ganada por Tomoyoshi Koyama, Gábor Talmácsi fue segundo y Randy Krummenacher tercero.

## Resultados MotoGP
| Pos.            | N.º | Piloto             | Constructor | Vueltas | Tiempo/Retirado | Parrilla | Puntos |
| --------------- | --- | ------------------ | ----------- | ------- | --------------- | -------- | ------ |
| 1               | 27  | Casey Stoner       | Ducati      | 25      | 43:16.907       | 4        | 25     |
| 2               | 46  | Valentino Rossi    | Yamaha      | 25      | +0.069          | 1        | 20     |
| 3               | 26  | Dani Pedrosa       | Honda       | 25      | +0.390          | 3        | 16     |
| 4               | 21  | John Hopkins       | Suzuki      | 25      | +7.814          | 5        | 13     |
| 5               | 14  | Randy de Puniet    | Kawasaki    | 25      | +17.853         | 2        | 11     |
| 6               | 65  | Loris Capirossi    | Ducati      | 25      | +19.409         | 17       | 10     |
| 7               | 71  | Chris Vermeulen    | Suzuki      | 25      | +19.495         | 11       | 9      |
| 8               | 4   | Alex Barros        | Ducati      | 25      | +24.862         | 14       | 8      |
| 9               | 33  | Marco Melandri     | Honda       | 25      | +24.963         | 9        | 7      |
| 10              | 5   | Colin Edwards      | Yamaha      | 25      | +35.348         | 6        | 6      |
| 11              | 1   | Nicky Hayden       | Honda       | 25      | +36.301         | 7        | 5      |
| 12              | 6   | Makoto Tamada      | Yamaha      | 25      | +38.720         | 16       | 4      |
| 13              | 66  | Alex Hofmann       | Ducati      | 25      | +40.934         | 10       | 3      |
| 14              | 50  | Sylvain Guintoli   | Yamaha      | 25      | +44.399         | 13       | 2      |
| 15              | 56  | Shinya Nakano      | Honda       | 25      | +54.103         | 12       | 1      |
| 16              | 10  | Kenny Roberts, Jr. | KR212V      | 25      | +59.655         | 18       |        |
| 17              | 7   | Carlos Checa       | Honda       | 25      | +1:02.315       | 15       |        |
| 18              | 80  | Kurtis Roberts     | KR212V      | 25      | +1:03.322       | 19       |        |
| Ret             | 24  | Toni Elías         | Honda       | 14      | Retirado        | 8        |        |
| WD              | 19  | Olivier Jacque     | Kawasaki    |         | Retirado        |          |        |
| Reporte Oficial |     |                    |             |         |                 |          |        |

## Resultados 250cc
| Pos.            | N.º | Piloto              | Constructor | Vueltas | Tiempo/Retirado | Parrilla | Puntos |
| --------------- | --- | ------------------- | ----------- | ------- | --------------- | -------- | ------ |
| 1               | 1   | Jorge Lorenzo       | Aprilia     | 23      | +40:51.620      | 1        | 25     |
| 2               | 3   | Alex de Angelis     | Aprilia     | 23      | +3.194          | 5        | 20     |
| 3               | 34  | Andrea Dovizioso    | Honda       | 23      | +10.596         | 7        | 16     |
| 4               | 12  | Thomas Lüthi        | Aprilia     | 23      | +17.100         | 4        | 13     |
| 5               | 19  | Álvaro Bautista     | Aprilia     | 23      | +20.298         | 6        | 11     |
| 6               | 36  | Mika Kallio         | KTM         | 23      | +20.566         | 12       | 10     |
| 7               | 4   | Hiroshi Aoyama      | KTM         | 23      | +20.615         | 8        | 9      |
| 8               | 80  | Héctor Barberá      | Aprilia     | 23      | +23.584         | 2        | 8      |
| 9               | 58  | Marco Simoncelli    | Gilera      | 23      | +36.703         | 9        | 7      |
| 10              | 60  | Julián Simón        | Honda       | 23      | +36.767         | 11       | 6      |
| 11              | 73  | Shuhei Aoyama       | Honda       | 23      | +39.592         | 13       | 5      |
| 12              | 15  | Roberto Locatelli   | Gilera      | 23      | +48.028         | 15       | 4      |
| 13              | 16  | Jules Cluzel        | Aprilia     | 23      | +1:07.085       | 25       | 3      |
| 14              | 17  | Karel Abraham       | Aprilia     | 23      | +1:11.868       | 20       | 2      |
| 15              | 44  | Taro Sekiguchi      | Aprilia     | 23      | +1:17.387       | 18       | 1      |
| 16              | 6   | Alex Debón          | Aprilia     | 23      | +1:19.654       | 3        |        |
| 17              | 8   | Ratthapark Wilairot | Honda       | 23      | +1:19.822       | 22       |        |
| 18              | 25  | Alex Baldolini      | Aprilia     | 23      | +1:23.243       | 19       |        |
| 19              | 50  | Eugene Laverty      | Honda       | 23      | +1:35.553       | 23       |        |
| 20              | 41  | Aleix Espargaró     | Aprilia     | 23      | +1:42.529       | 14       |        |
| 21              | 14  | Anthony West        | Aprilia     | 23      | +1:55.832       | 16       |        |
| 22              | 10  | Imre Tóth           | Aprilia     | 22      | +1 vuelta       | 26       |        |
| 23              | 31  | Álvaro Molina       | Aprilia     | 22      | +1 vuelta       | 24       |        |
| Ret             | 55  | Yuki Takahashi      | Honda       | 22      | Caída           | 10       |        |
| Ret             | 28  | Dirk Heidolf        | Aprilia     | 15      | Retirado        | 17       |        |
| Ret             | 32  | Fabrizio Lai        | Aprilia     | 11      | Retirado        | 21       |        |
| DNS             | 9   | Arturo Tizón        | Aprilia     |         | No participó    |          |        |
| DNQ             | 53  | Santiago Barragán   | Honda       |         | No se clasificó |          |        |
| Reporte Oficial |     |                     |             |         |                 |          |        |

## Resultados 125cc
| Pos.            | N.º | Piloto             | Constructor | Vueltas | Tiempo/Retirado | Parrilla | Puntos |
| --------------- | --- | ------------------ | ----------- | ------- | --------------- | -------- | ------ |
| 1               | 71  | Tomoyoshi Koyama   | KTM         | 22      | 41:06.339       | 7        | 25     |
| 2               | 14  | Gábor Talmácsi     | Aprilia     | 22      | +0.049          | 1        | 20     |
| 3               | 34  | Randy Krummenacher | KTM         | 22      | +0.131          | 15       | 16     |
| 4               | 33  | Sergio Gadea       | Aprilia     | 22      | +0.500          | 3        | 13     |
| 5               | 44  | Pol Espargaró      | Aprilia     | 22      | +2.081          | 18       | 11     |
| 6               | 38  | Bradley Smith      | Honda       | 22      | +4.792          | 4        | 10     |
| 7               | 24  | Simone Corsi       | Aprilia     | 22      | +16.840         | 9        | 9      |
| 8               | 6   | Joan Olivé         | Aprilia     | 22      | +16.910         | 14       | 8      |
| 9               | 17  | Stefan Bradl       | Aprilia     | 22      | +16.919         | 13       | 7      |
| 10              | 60  | Michael Ranseder   | Derbi       | 22      | +16.922         | 17       | 6      |
| 11              | 11  | Sandro Cortese     | Aprilia     | 22      | +17.112         | 11       | 5      |
| 12              | 12  | Esteve Rabat       | Honda       | 22      | +17.255         | 12       | 4      |
| 13              | 52  | Lukáš Pešek        | Derbi       | 22      | +17.263         | 5        | 3      |
| 14              | 8   | Lorenzo Zanetti    | Aprilia     | 22      | +23.707         | 21       | 2      |
| 15              | 77  | Dominique Aegerter | Aprilia     | 22      | +28.366         | 27       | 1      |
| 16              | 7   | Alexis Masbou      | Honda       | 22      | +28.637         | 22       |        |
| 17              | 29  | Andrea Iannone     | Aprilia     | 22      | +28.658         | 10       |        |
| 18              | 30  | Pere Tutusaus      | Aprilia     | 22      | +29.026         | 25       |        |
| 19              | 63  | Mike Di Meglio     | Honda       | 22      | +29.619         | 16       |        |
| 20              | 22  | Pablo Nieto        | Aprilia     | 22      | +31.800         | 20       |        |
| 21              | 15  | Federico Sandi     | Aprilia     | 22      | +46.773         | 26       |        |
| 22              | 20  | Roberto Tamburini  | Aprilia     | 22      | +47.361         | 29       |        |
| 23              | 18  | Nicolás Terol      | Derbi       | 22      | +53.881         | 19       |        |
| 24              | 95  | Robert Mureșan     | Derbi       | 22      | +54.045         | 23       |        |
| 25              | 56  | Hugo van den Berg  | Aprilia     | 22      | +54.103         | 24       |        |
| 26              | 99  | Danny Webb         | Honda       | 22      | +1:20.170       | 34       |        |
| 27              | 76  | Iván Maestro       | Aprilia     | 22      | +1:36.934       | 33       |        |
| Ret             | 55  | Héctor Faubel      | Aprilia     | 18      | Retirado        | 2        |        |
| Ret             | 85  | Philipp Eitzinger  | Honda       | 12      | Retirado        | 30       |        |
| Ret             | 53  | Simone Grotzkyj    | Aprilia     | 11      | Retirado        | 28       |        |
| Ret             | 75  | Mattia Pasini      | Aprilia     | 2       | Retirado        | 8        |        |
| Ret             | 35  | Raffaele De Rosa   | Aprilia     | 2       | Retirado        | 6        |        |
| Ret             | 51  | Stevie Bonsey      | KTM         | 1       | Retirado        | 32       |        |
| Ret             | 37  | Joey Litjens       | Honda       | 0       | Retirado        | 31       |        |
| DNS             | 13  | Dino Lombardi      | Honda       |         | No participó    |          |        |
| Reporte Oficial |     |                    |             |         |                 |          |        |